# سوزيت ماير
سوزيت ماير (بالإنجليزية: Suzette Mayr)‏ (1967، كالغاري في كندا)؛ روائية كندية. درست في جامعة ألبرتا.